# Future (canción de Paramore)
«Future» es una canción interpretada por la banda estadounidense Paramore e incluida como la última pista de su cuarto álbum de estudio Paramore, lanzado el 5 de abril de 2013. "Future" es la canción más larga de Paramore, con casi ocho minutos de duración.

## Composición y letra
"Future" fue escrita por Hayley Williams y Taylor York, siendo descrita como rock acústico, post-rock, rock progresivo y hard rock. La canción está escrita en la clave de G mayor; la parte acústica de la canción sigue la progresión de acordes G–Am–C–Em, mientras en la parte instrumental de la canción se tiene la progresión Em–G–Am–C.
La letra de la canción "enfatiza en seguir hacia adelante y perseguir los sueños que se tienen a pesar del pasado".

## Estructura
"Future" no posee ningún coro, únicamente posee dos versos. La canción inicia con Hayley Williams y Taylor York conversando con guitarras acústicas en el fondo, luego entra Williams interpretando los dos únicos versos de la canción, con un interludio entre ambos versos.
Al finalizar el segundo verso la tensión y el volumen siguen creciendo progresivamente hasta llegar al clímax de la canción, una sección instrumental que posee una batería estruendosa y guitarras eléctricas distorsionadas acompañadas de sonidos electrónicos, haciéndose destacar un riff de guitarra, al cual le sigue un interludio. Luego la canción se desvanece cuando comienza por segunda vez el riff, volviendo la canción segundo después con un riff distinto, y seguido a este, vuelve a comenzar el riff inicial hasta desvanecerse. 

## Recepción
"Future" ha recibido la aclamación de los críticos. Popdust le dio a la canción un 4.5/5, comentando que "tiene sentido que su pista final comience como un respiro, con las declaraciones de Hayley Williams [...] apenas pronunciadas sobre un rasgueo de guitarra del dormitorio", además que luego "la música florece [...] (y) el aumento de la profundidad y la complicación del dron de cierre, que incluso tiene un final falso antes de que se cierre triunfante, hace eco de la montaña rusa de emociones del álbum." MTV compara longitud de "Future" con la también última pista del álbum The Blue Album "Only in Dreams" de la banda estadounidense Weezer, añadiendo que "la construcción acústica es paciente y encantadora, la banda toca con texturas ambient antes de que el hacha eléctrica de York regrese como un dragón que escupe fuego, bramando y volando sobre la tierra quemada por 'Now'". Billboard también se enfocó en la estructura de la canción, mencionando que "comienza en silencio [...], pero luego se transforma en una furiosa sesión de hard rock, sin letra", y añadió que "es un final apropiado para el set: gentil y agresivo a la vez".

## Personal
Adaptado de los créditos del álbum Paramore.
Paramore
- Hayley Williams – voz principal, coros, teclado, piano
- Jeremy Davis – bajo, coros
- Taylor York – guitarra, teclado, programación

Personal adicional
- Ilan Rubin - batería, percusión, voz
- Justin Meldal-Johnsen – productor, teclado, programación, percusión
- Carlos de la Garza – percusión, ingeniero
- Ken Andrews – mezcla, teclado, coros
- Mike Schuppan – ingeniero